# Lijst van nummer 1-albums in de Vlaamse Ultratop 50 Albums in 1998
Onderstaande albums stonden in 1998 op nummer 1 in de Vlaamse Ultratop 50 Albums. De lijst wordt samengesteld door Ultratop 50.
| Nummer | Datum        | Artiest               | Titel                                   |
| ------ | ------------ | --------------------- | --------------------------------------- |
| 38     | 3 januari    | Helmut Lotti          | Helmut Lotti goes classic III           |
|        | 10 januari   | Helmut Lotti          | Helmut Lotti goes classic III           |
|        | 17 januari   | Helmut Lotti          | Helmut Lotti goes classic III           |
| 39     | 24 januari   | Céline Dion           | Let's talk about love                   |
| 40     | 31 januari   | James Horner          | Titanic (Soundtrack)                    |
|        | 7 februari   | James Horner          | Titanic (Soundtrack)                    |
|        | 14 februari  | James Horner          | Titanic (Soundtrack)                    |
|        | 21 februari  | James Horner          | Titanic (Soundtrack)                    |
|        | 28 februari  | James Horner          | Titanic (Soundtrack)                    |
|        | 7 maart      | James Horner          | Titanic (Soundtrack)                    |
|        | 14 maart     | James Horner          | Titanic (Soundtrack)                    |
|        | 21 maart     | James Horner          | Titanic (Soundtrack)                    |
| 41     | 28 maart     | Madonna               | Ray of light                            |
|        | 4 april      | Madonna               | Ray of light                            |
|        | 11 april     | Madonna               | Ray of light                            |
| 40     | 18 april     | James Horner          | Titanic (Soundtrack)                    |
| 42     | 25 april     | K's Choice            | Cocoon crash                            |
| 40     | 2 mei        | James Horner          | Titanic (Soundtrack)                    |
|        | 9 mei        | James Horner          | Titanic (Soundtrack)                    |
|        | 16 mei       | James Horner          | Titanic (Soundtrack)                    |
|        | 23 mei       | James Horner          | Titanic (Soundtrack)                    |
| 41     | 30 mei       | Madonna               | Ray of light                            |
|        | 6 juni       | Madonna               | Ray of light                            |
| 43     | 13 juni      | The Smashing Pumpkins | Adore                                   |
| 44     | 20 juni      | Axelle Red            | Con solo pensarlo                       |
|        | 27 juni      | Axelle Red            | Con solo pensarlo                       |
| 45     | 4 juli       | Samson & Gert         | Samson & Gert 8                         |
|        | 11 juli      | Samson & Gert         | Samson & Gert 8                         |
|        | 18 juli      | Samson & Gert         | Samson & Gert 8                         |
|        | 25 juli      | Samson & Gert         | Samson & Gert 8                         |
|        | 1 augustus   | Samson & Gert         | Samson & Gert 8                         |
|        | 8 augustus   | Samson & Gert         | Samson & Gert 8                         |
|        | 15 augustus  | Samson & Gert         | Samson & Gert 8                         |
| 46     | 22 augustus  | Five                  | Five                                    |
| 47     | 29 augustus  | Marco Borsato         | De bestemming                           |
|        | 5 september  | Marco Borsato         | De bestemming                           |
|        | 12 september | Marco Borsato         | De bestemming                           |
|        | 19 september | Marco Borsato         | De bestemming                           |
| 48     | 26 september | Steps                 | Step one                                |
|        | 3 oktober    | Steps                 | Step one                                |
|        | 10 oktober   | Steps                 | Step one                                |
|        | 17 oktober   | Steps                 | Step one                                |
|        | 24 oktober   | Steps                 | Step one                                |
| 49     | 31 oktober   | Helmut Lotti          | Helmut Lotti goes classic final edition |
|        | 7 november   | Helmut Lotti          | Helmut Lotti goes classic final edition |
| 50     | 14 november  | U2                    | The best of 1980-1990                   |
|        | 21 november  | U2                    | The best of 1980-1990                   |
|        | 28 november  | U2                    | The best of 1980-1990                   |
|        | 5 december   | U2                    | The best of 1980-1990                   |
| 49     | 12 december  | Helmut Lotti          | Helmut Lotti goes classic final edition |
|        | 19 december  | Helmut Lotti          | Helmut Lotti goes classic final edition |
|        | 26 december  | Helmut Lotti          | Helmut Lotti goes classic final edition |

1995 ·
1996 ·
1997 ·
1998 ·
1999 ·
2000 ·
2001 ·
2002 ·
2003 ·
2004 ·
2005 ·
2006 ·
2007 ·
2008 ·
2009 ·
2010 ·
2011 ·
2012 ·
2013 ·
2014 ·
2015 ·
2016 ·
2017 ·
2018 ·
2019 ·
2020 ·
2021 ·
2022 ·
2023 ·
2024 ·
2025
- Nederland
- Nederland (Album Top 100)
- Vlaanderen